# Dypsis acuminum
Espèce
Statut de conservation UICN

 EN D : En danger
Dypsis acuminum est une espèce de palmiers (Arecaceae), endémique de Madagascar. En 2012 elle est considérée par l'IUCN comme une espèce en danger.